# Corri Henry
Corri Henry (9 de diciembre de 1976) es un deportista británico que compitió en atletismo. Ganó una medalla de plata en el Campeonato Mundial de Atletismo en Pista Cubierta de 2003, en la prueba de 4 × 400 m.

## Palmarés internacional
| Campeonato Mundial en Pista Cubierta | Campeonato Mundial en Pista Cubierta | Campeonato Mundial en Pista Cubierta | Campeonato Mundial en Pista Cubierta |
| Año                                  | Lugar                                | Medalla                              | Prueba                               |
| ------------------------------------ | ------------------------------------ | ------------------------------------ | ------------------------------------ |
| 2003                                 | Birmingham (Reino Unido)             | Medalla de plata                     | 4 × 400 m                            |